# Jaithari
Jaithari è una suddivisione dell'India, classificata come nagar panchayat, di 7.800 abitanti, situata nel distretto di Shahdol, nello stato federato del Madhya Pradesh. In base al numero di abitanti la città rientra nella classe V (da 5.000 a 9.999 persone).

## Geografia fisica
La città è situata a 23° 13' 60 N e 78° 37' 0 E e ha un'altitudine di 352 m s.l.m..

## Società

### Evoluzione demografica
Al censimento del 2001 la popolazione di Jaithari assommava a 7.800 persone, delle quali 4.048 maschi e 3.752 femmine. I bambini di età inferiore o uguale ai sei anni assommavano a 1.133, dei quali 587 maschi e 546 femmine. Infine, coloro che erano in grado di saper almeno leggere e scrivere erano 4.934, dei quali 2.926 maschi e 2.008 femmine.